# Lac d'Asté
Pour les articles homonymes, voir Asté (homonymie).
Le lac d'Asté est un lac de l'île principale des îles Kerguelen dans les Terres australes et antarctiques françaises (TAAF).

## Toponymie
Le lac porte le nom du commandant d'Asté qui mena une expédition en 1908 aux îles Kerguelen.

## Géographie

### Situation
Le lac est situé sur la presqu'île Joffre à 31 mètres d'altitude. D'une surface de 6,6 km2, il est constitué de deux bassins reliés par un chenal étroit, d'une largeur parfois inférieure à 100 m. Le premier bassin, le plus grand, est orienté du sud-ouest vers le nord-est. Le second bassin est plutôt orienté ouest-est. Le lac n'a que de courts affluents, le plus long situé en amont ne dépasse pas 4 km. En aval, la cascade de la Lozère, lui sert de déversoir. Ce cours émissaire de 750 m de long se déverse dans la baie du Hopeful, une dépendance du golfe des Baleiniers.

### Géologie
Géologiquement, la vallée du lac recoupe des basaltes en plateau formés de couches subhorizontales, issues d'un volcanisme fissural. Le bassin aval semble bordé sur sa rive nord par une faille qui se prolongerait au niveau du chenal de liaison des deux bassins. À l'inverse, le bassin amont paraît peu influencé par la tectonique et prend à l'emporte pièce le réseau de failles, sauf sur son flanc nord-ouest. 